# Dood van Jozef Chovanec
De zaak-Chovanec is een zaak van politiegeweld op de luchthaven van Charleroi op 24 februari 2018.
Jozef Chovanec, een 39-jarige Slovaakse man, raakte in een politiecel in coma na een hardhandig politieoptreden en stierf 3 dagen later. Eén agent zat 16 minuten lang met zijn volle gewicht op de borstkas van de man. Een vrouwelijke agente bracht tijdens dit politieoptreden de Hitlergroet nadat zij had gehoord dat de gedetineerde de agenten in een vreemde taal voor 'fascisten' had uitgemaakt. Deze vrouwelijke agente werd pas na meer dan twee jaar na de feiten, na het uitlekken in 2020 van de video uit de cel op de luchthaven van Charleroi, op binnendienst gezet.
In het politierapport dat werd opgesteld, wordt het hardhandig optreden van de politie, de Hitlergroet, het dansje door de agenten en het gebruik van een deken niet vermeld. Ondanks dat het gerecht meteen na de feiten beschikte over de beelden uit de cel, heeft het gerecht de politietop niet op de hoogte gesteld van de Hitlergroet. Pas na het uitlekken van de beelden besliste de onderzoeksrechter dat er een reconstructie moest komen van de feiten, nadat er eerder in september 2019 beslist werd dat er geen reconstructie moest komen. De Hoge Raad voor de Justitie heeft een onderzoek ingesteld naar hoe justitie de zaak-Chovanec heeft aangepakt.

## Politieke gevolgen
De zaak kreeg een politiek staartje toen in augustus 2020 beelden opdoken van de zaak, en Jan Jambon, toenmalig federaal minister van Buitenlandse Zaken, beweerde niet op de hoogte te zijn gebracht. Er waren echter verslagen van een gesprek op 30 mei 2018 tussen Jambon en de Slovaakse ambassadeur Vallo. In een nota uit 2018 die ook bij het kabinet-Jambon belandde, had de Slovaakse ambassadeur het over een "gespierd politie-optreden met verstrekkende gevolgen". Er werd ook nadrukkelijk gevraagd om een onderzoek te voeren naar de verdachte omstandigheden waarin Chovanec overleed.
Het Slovaakse Parlement veroordeelde op 2 september 2020 "de onmenselijke behandeling" van Chovanec en wilde dat de Europese Commissie de dood van Chovanec zou onderzoeken.